# Roberto Rosetti
Roberto Rosetti (18 de septiembre de 1967 en Turín, Italia) es un exárbitro de fútbol italiano.
Internacional desde 2003, siendo uno de los árbitros en las Copas Mundiales en Alemania 2006 y Sudáfrica 2010. Además, fue designado para pitar el partido inaugural de la Eurocopa 2008, que enfrentó a Suiza con la República Checa y la final del mismo torneo entre Alemania y España, que ganaría esta última.

## Carrera
Debutó en la Serie B el 31 de agosto de 1997 en un partido disputado entre Inter y Regina que ganarían los nerazzurri por 1-0.Debutó el 19 de abril de 1998 en la Serie A en el partido Nápoles 0 - 2 Sampdoria, arbitrando hasta la fecha de noviembre de 2009 179 partidos en la máxima categoriá del fútbol italiano.
Debutó como internacional en un partido entre Camerún y Túnez que ganarían los tunecinos por 0-2. Cuenta con la escarapela FIFA desde 2002, y el fracaso en las pruebas físicas de Oscar Martínez, asistente de Mejuto, provocó que el trío español fuera eliminado, y él pasara de reserva a titular dentro de la lista de 38 preseleccionados para el Mundial de Alemania 2006. Fue el único árbitro italiano en el Mundial del 2006, donde dirigió 4 partidos ( México-Irán, Argentina-Serbia y Montenegro, Paragua-Trinidad y Tobago, y el partido de Octavos entre Francia y España), estableciendo un récord para un árbitro italiano. Debido a los buenos resultados de la Azzurra, que ganaría el título, debió abandonar la concentración tras los cuartos de final. Pese a ello, fue considerado uno de los mejores árbitros del torneo, ya que ninguno de sus partidos provocó controversias ni mediáticas ni reglamentarias.
Dirigió tres finales de la Copa de Italia (en 2000 y el 2003 Inter-Lazio, Milan-Roma, Lazio-Inter en 2009), y una Supercopa de Italia (en 2007 Inter-Roma), y también cuenta con la participación en la Copa Confederaciones de 2005 y la dirección de la final del Mundial Sub-20 de 2003 entre Brasil y España, que tuvo lugar en los Emiratos Árabes Unidos.
Representa a la FIGC en la UEFA Euro 2008 de Austria y Suiza, estando entre los doce árbitros seleccionados para la competición. Fue designado para dirigir el partido inaugural del torneo, entre Suiza y la República Checa, que tuvo lugar en Basilea el 7 de junio de 2008. Posteriormente, fue designado para arbitrar a Grecia y Rusia, partido de la segunda jornada del Grupo D. La tercera cita para el árbitro es el partido de cuartos de final entre Croacia y Turquía. Además de por su excelente rendimiento como mejor árbitro del torneo, por la eliminación prematura de la Selección Italiana, fue designado por la UEFA el 23 de junio para arbitrar la final entre Alemania y España, que se celebraría el 29 de junio en Viena, con la victoria de España, convirtiéndose en el primer árbitro en dirigir el partido inaugural y el acto de clausura de un Campeonato Europeo de Selecciones.
Desde 2008 es el representante de los árbitros en los negocios, sustituyendo así a Stefano Farina alcanza la edad de jubilación. También es el único árbitro italiano en la lista de los 38 preseleccionados para la Copa del Mundo en Sudáfrica en 2010.
El 5 de enero de 2009, la IFFHS lo premió como mejor árbitro de 2008, premio que no ostentó ningún italiano desde que Collina lo hiciera en 6 ocasiones consecutivas.
En mayo de 2009 fue el árbitro de la vuelta de las semifinales de la Liga de Campeones entre el Arsenal y el Manchester United, y más tarde arbitraría su tercera final de la Copa de Italia, que tuvo lugar entre la Lazio y la Sampdoria.
En septiembre de 2009 se convocó por segunda vez la Copa Mundial Sub-20 del programa en Egipto y pocas semanas después fue puesto en la segunda etapa de la eliminatoria para el acceso a la Copa del Mundo en 2010 en Zenica en Bosnia y Herzegovina y Portugal.
En diciembre de 2009 fue designado para arbitrar en el Mundial de Clubes, organizado los Emiratos Árabes Unidos, como el único árbitro europeo. Con él fueron los asistentes Stephen Ayroldi y Cristiano Copelli. Durante el evento arbitraría la semifinal entre los coreanos del Pohang Steelers y los argentinos Estudiantes de La Plata.
En el 2010, durante el partido de octavos de final de la Copa Mundial en Sudáfrica entre las selecciones de México y Argentina, cometió un grave error al validar el primer gol del encuentro a favor de Argentina, cuando el delantero Carlos Tévez se encontraba en un evidente fuera de juego. En las pantallas del estadio se repitió la jugada (hecho prohibido por la FIFA) y, cuando los jugadores mexicanos se percataron, le exigieron anulara la jugada. Luego de un diálogo entre Rosetti y su árbitro asistente, Stefano Ayroldi, se negó a cambiar la decisión. Posteriormente, la FIFA anunció que la tripleta italiana ya no sería contemplada para los siguientes partidos, así como también dejó claro que las decisiones arbitrales no se comentan y que en las pantallas gigantes no deben repetir este tipo de jugadas.
El 7 de julio de 2010 anunció su retiro del arbitraje; pasando a designar a los árbitros de la Segunda División de Italia. Declaró abandonar el arbitraje "en la cúspide" de su carrera, aunque desmintió que su decisión tenga que ver con el error cometido en la Copa Mundial.